# Nearby Share
O Nearby Share foi uma funcionalidade desenvolvida pelo Google que permitia a transferência de dados entre dispositivos via Bluetooth, Wi-FI Direct ou Internet. Em 2024, foi incorporado ao Quick Share da Samsung. Estava disponível para Android, ChromeOS e Windows da Microsoft.  Foi lançado pela primeira vez em 4 de agosto de 2020.
O Nearby Share não deve ser confundido com o recurso de "compartilhamento próximo" da Microsoft, de nome semelhante, que está disponível apenas para PCs com Windows 10 ou posterior e usa o protocolo proprietário da Microsoft.

## História
Antes do Nearby Share, o Google lançou o Android Beam em 2011. Em 2017, o ComputerWorld incluiu o Android Beam em uma lista de "recursos outrora alardeados que desapareceram silenciosamente", observando que "apesar do admirável esforço de marketing, o Beam nunca funcionou muito bem, e vários outros sistemas para compartilhar coisas provaram ser mais simples e confiáveis"
O Nearby Share foi lançado oficialmente para dispositivos com Android Marshmallow e posteriormente em 4 de agosto de 2020. O programa funcionava de forma muito semelhante ao AirDrop da Apple, permitindo que os usuários selecionassem "Nearby Share" no menu de compartilhamento e esperassem que um telefone próximo aparecesse.
Em junho de 2021, com o lançamento do ChromeOS 91, o Nearby Share foi lançado para o ChromeOS com os mesmos recursos e opções da versão Android. Durante a CES 2022, o Google anunciou o Nearby Share para Windows. Em 31 de março de 2023, a versão beta do aplicativo Nearby Share foi lançada para PCs com Windows, permitindo transferências de arquivos entre plataformas.
Em janeiro de 2024, o Google e a Samsung anunciaram que o Nearby Share e o Quick Share se fundiriam em um aplicativo unificado, sob o nome Quick Share.

## Uso
No Android e no ChromeOS, o Nearby Share é habilitado acessando Dispositivos conectados > Preferências de conexão > Nearby Share (ou Google > Dispositivos e compartilhamento > Nearby Share) no aplicativo de configurações e habilitando "Usar Nearby Share". No Windows, o Nearby Share é baixado do Android. Assim que o programa de instalação terminar de instalar o Nearby Share, ou no menu de configurações do Nearby Share do Android, o usuário poderá escolher quem pode ver seu dispositivo. As opções disponíveis são:
- Todos
- Contatos
- Seus dispositivos
- Escondido

Ao compartilhar um arquivo via Nearby Share, o usuário verá uma lista de dispositivos disponíveis para compartilhamento. A escolha de um dispositivo da lista envia um prompt ao destinatário solicitando a confirmação da transferência. Ao compartilhar entre dispositivos vinculados à mesma Conta do Google, não é necessário ativar os dispositivos receptores nem confirmar a transmissão do arquivo.
O Nearby Share permite o compartilhamento de arquivos e links, como imagens, vídeos, texto, informações de contato, direções, vídeos do YouTube e outros dados. Ele usa Bluetooth, Bluetooth Low Energy, WebRTC e Wi-Fi ponto a ponto para compartilhar conteúdo. Ele pode ser configurado para compartilhar conteúdo apenas offline, restringindo-o à operação somente via Bluetooth.

## Disponibilidade
O Nearby Share está disponível no Android 6 e posterior, ChromeOS 91 e posterior, e Windows 10 e posterior. No Windows, o Nearby Share deve ser instalado manualmente, ao contrário de sua implementação no Android e ChromeOS, onde faz parte do sistema operacional e não precisa ser instalado separadamente. Os dispositivos Windows devem ter Bluetooth e Wi-Fi para poder executar o Nearby Share. O Windows em dispositivos ARM não é compatível.